# 铁机路站
铁机路站位于中华人民共和国湖北省武汉市洪山区，是武汉地铁4号线的地铁车站，規劃時稱：铁机村站。

## 車站结构
车站位于欢乐大道与铁机路交叉口，沿欢乐大道方向布置，为地下两层岛式站台：地下一层站厅，地下二层站台。共设四个出入口。 

### 楼层分布
| 地面     | 地面               | 出入口                               |  |  |
| 地下一层 | 站厅               | 售票机、客服中心、武漢通充值、洗手間 |  |  |
| 地下二层 |                    | █ 4号线 往柏林（岳家嘴）             |  |  |
|          | 岛式站台，左侧开门 |                                      |  |  |
|          |                    | █ 4号线 往武汉火车站（罗家港）       |  |  |

### 特色装修
铁机路站是地铁4号线的特色装修车站之一，其主题为《城市山海经》。

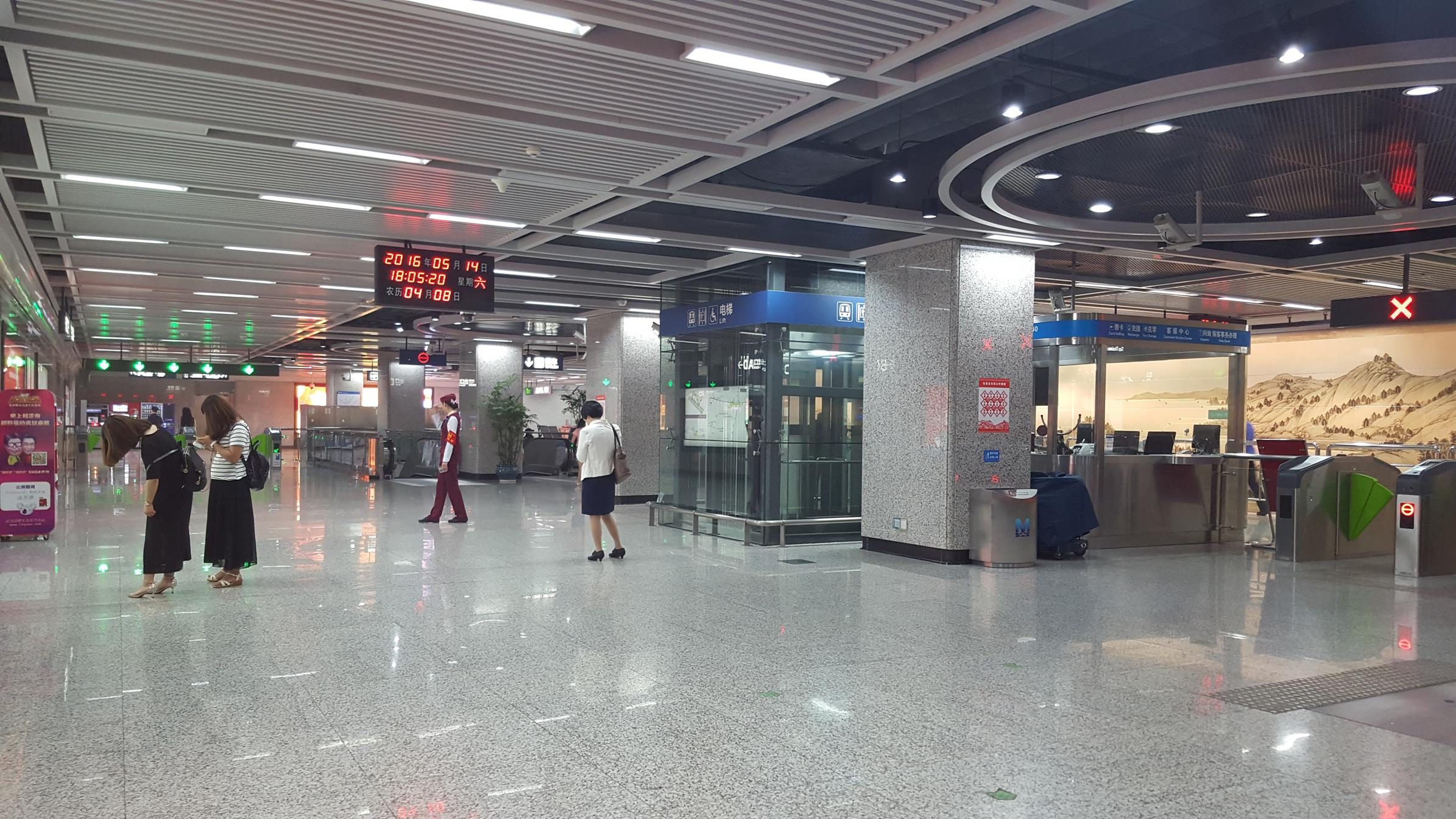
站廳層
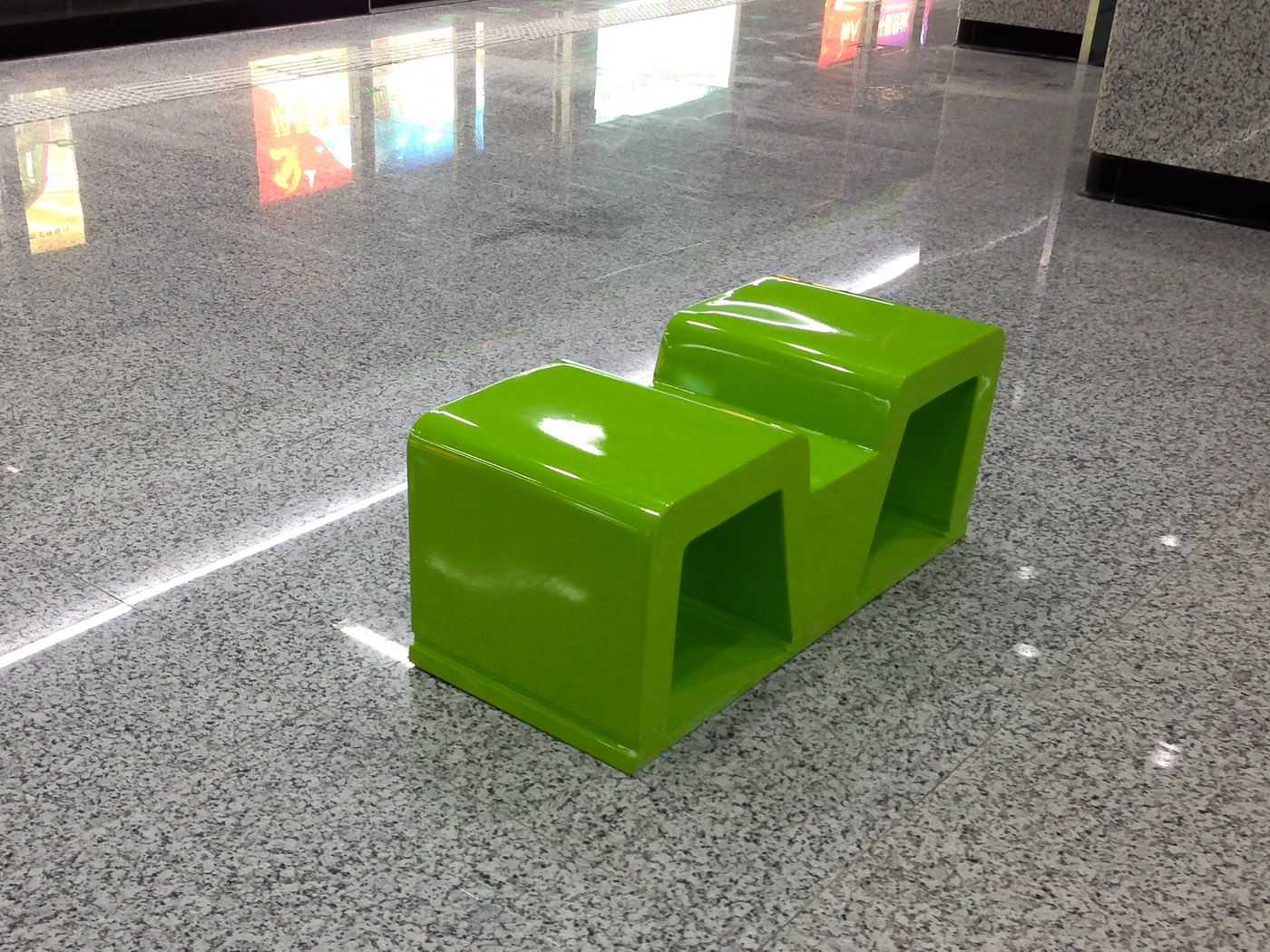
座椅

### 車站出口
|                                                 |      |                                                         |
| 出口編號                                        | 設施 | 建議前往的目的地                                        |
| A                                               |      | 歡樂大道 鐵機路、岳家嘴小區                             |
| B                                               |      | 歡樂大道 鐵機路、東湖景園                               |
| C                                               |      | 歡樂大道 鐵機路、東湖尚郡                               |
| D                                               |      | 歡樂大道 鐵機路、楊園南路、武漢軌道交通線網管理服務中心 |
| 注： 設有升降機 \| 設有輪椅升降台 \| 設有洗手間 |      |                                                         |

## 运营信息
- 4号线首末班车时间

### 内部链接
- 武汉地铁车站列表